# Hori (banda)
Hori foi uma banda brasileira de pop rock formada na cidade de São Paulo em 2004. Sua primeira formação era Fiuk (vocal, guitarra base), Cleiton Galvão / Cleitão (guitarra), Alex Pinto / Lekão ((baixo), Xande Bispo (bateria). Em sua última formação contou com Fiuk, Max Klein (guitarra solo), Renan Augusto (guitarra base e segundo vocal de apoio), Fê Campos baixo) e Xande.

## História

### 2005–08Mentes InquietaseHori
Em 2005, Fiuk começou a procurar parceiros para formar uma banda e conheceu o baterista Xande Bispo em um estúdio no centro comercial de Alphaville. Os dois começaram a buscar outros músicos que compartilhassem dos gostos musicais e chegaram até o baixista Alex Pinto (Lekão) e o guitarrista Cleiton Galvão. Em 2007 a banda oficialmente estreou sob o nome de Hori e gravou o seu primeiro EP independente no Estúdio GR em São Paulo, que foi intitulado Mentes Inquietas, com cinco faixas, visando saber qual seria a aceitação do público com a banda. A primeira formação durou até o início de 2008, com a saída de Cleiton Galvão e, por intermédio de uma outra banda, Fiuk conheceu Max Klein, que já havia tocado em outras bandas independentes, efetivando-se como guitarrista. Em 2008 a banda assinou contrato com a Warner Music Brasil e, durante a pré-produção do álbum. Nesta fase a banda passou por outras mudanças com a entrada de Renan Augusto na guitarra base e vocais de apoio e a saída do Lekão do baixo, entrando em seu lugar Felipe Campos.
Em 28 de junho de 2009 foi lançado o primeiro single do grupo, "Segredo", alcançando a posição oitenta nas paradas brasileiras. Em 26 de agosto foi a vez do primeiro álbum oficial do grupo ser lançado, o homônimo Hori, sendo que em 14 de outubro de 2009 foi lançado o segundo single do grupo, a canção "A Paz". Em 2009 Fiuk foi convidado para ser o protagonista da décima-sétima temporada do seriado Malhação, intitulada Malhação ID, sendo que uma de suas exigências seria ter tempo para viajar com a banda em turnê e que o Hori estivesse presente na trilha sonora do seriado. No dia 9 de novembro estreou a temporada, sendo o tema de abertura a canção "Quem Eu Sou", single promocional da banda.

### 2010–11:Hori: Versão + Fãe fim
No dia 10 de janeiro de 2010 a banda lançou o single "Só Você", sendo a canção mais bem sucedida da banda, primeiro single oficial da trilha sonora da série Malhação ID. Em 10 de março a banda relançou o primeiro álbum com quatro novas faixas adicionadas sob o título de Hori: Versão + Fã. No dia 25 de junho foi lançado o single "Linda, Tão Linda", presente na trilha sonora do seriado, alcançando o sétimo lugar no Top 100 Brasil. Em 12 de agosto foi lançado "Diga Que Me Quer", apresentado com exclusividade pela primeira vez no programa Video Game, da apresentadora Angélica.
No dia 6 de dezembro Fiuk anunciou que deixaria a banda após janeiro de 2011, cumprindo os shows agendados até então, para dedicar-se à carreira de ator e lançar sua carreira solo, a qual ele pretendia percorrer outros gêneros musicais. Em fevereiro, após o final da turnê, a banda anunciou seu fim, uma vez que os demais músicos preferiram seguir em outros projetos do que incluir um vocalista novo que não estivesse atrelado à história da banda. Devido à demanda do público, porém, os integrantes seguiram realizando alguns shows de despedida, encerrando a história da banda em 5 de julho em Batatais, interior de São Paulo.

## Discografia

### Álbum de estúdio
| Álbum             | Detalhes                                                                                | Vendas           | Certificados |
| ----------------- | --------------------------------------------------------------------------------------- | ---------------- | ------------ |
| Hori              | - Lançamento: 26 de agosto de 2009 - Formatos: CD, download digital - Gravadora: Warner |                  |              |
| Hori: Versão + Fã | - Lançamento: 10 de março de 2010 - Formatos: CD, download digital - Gravadora: Warner  | - Brasil: 20.000 | - PMB: Ouro  |

### EPs
| Álbum            | Detalhes                                                                                       |
| ---------------- | ---------------------------------------------------------------------------------------------- |
| Mentes Inquietas | - Lançamento: 12 de outubro de 2007 - Formatos: EP, download digital - Gravadora: Independente |

### Singles
| Canção              | Ano  | Álbum             |
| ------------------- | ---- | ----------------- |
| "Pronto pra Atacar" | 2007 | Mentes Inquietas  |
| "Segredo"           | 2009 | Hori              |
| "A Paz"             | 2009 | Hori              |
| "Quem Eu Sou"       | 2009 | Hori: Versão + Fã |
| "Só Você"           | 2010 | Hori: Versão + Fã |
| "Linda, Tão Linda"  | 2010 | Hori: Versão + Fã |
| "Diga que Me Quer"  | 2010 | Hori: Versão + Fã |

## Resenhas, entrevistas e notas
- «Resenha de show». Site Zona Punk
- «Entrevista». Revista Contigo!
- «Entrevista». Site Virgula
- «Nota:». Site BahDigital
- «Nota». Site Diário do Grande ABC
- «Nota». Site G1
- «Nota». Site iG Jovem
- «Nota». Site Paraná Online
- «Nota». Site Zona Punk